# Авідій Кассій
Гай Авідій Кассій (лат. Gaius Avidius Cassius; бл. 130, Кір - кін. липня 175, Єгипет) — римський полководець та узурпатор, який народився у патриціанськокому флоті в імперії імператора Адріана.
Кассій був полководцем імператора Марка Аврелія. У 164р. вдало взяв участь у парфянській війні і завдяки своїм досягненням у цій війні був переведений до сенату, а згодом став імперським легатом. У 173р. зміг зупинити повстання буколів в Єгипті та отримав статус ректора, який надавав йому імперіум над усіма східними провінціями Римської імперії.
На початку травня 175 року Кассій проголосив себе імператором і підняв повстання проти Марка Аврелія. У результаті був убитий в кінці липня 175-го своїм же центуріоном після 3 місяців та 6 днів правління.

## Ранні роки
Народився Авідій Кассій приблизно у 130р. в сирійському місті Кір. Був сином Гая Авідія Геліодора, який спочатку мав статус кіннотника і служив при Адріані, пізніше став префектом римського Єгипту та Юлії Кассії Олександри, яка мала знатні родинні зв'язки, якщо казати точніше, то була правнучкою Юнії Лепіди, яка, в свою чергу, була правнучкою першого римського імператора Августа. До цього ж Юлія Кассія мала походження від Ірода Великого через свого батька. Також вважається що Кассій був нащадком римського царя Антіоха IV Епіфана Коммагенського, але щодо цього немає достовірних підтверджень.
В "Історії Августів" Авідій Кассій отримав своє ім'я від свого батька, а своє прізвище він успадкував від родини матері.

## Кар'єра до узурпаторства

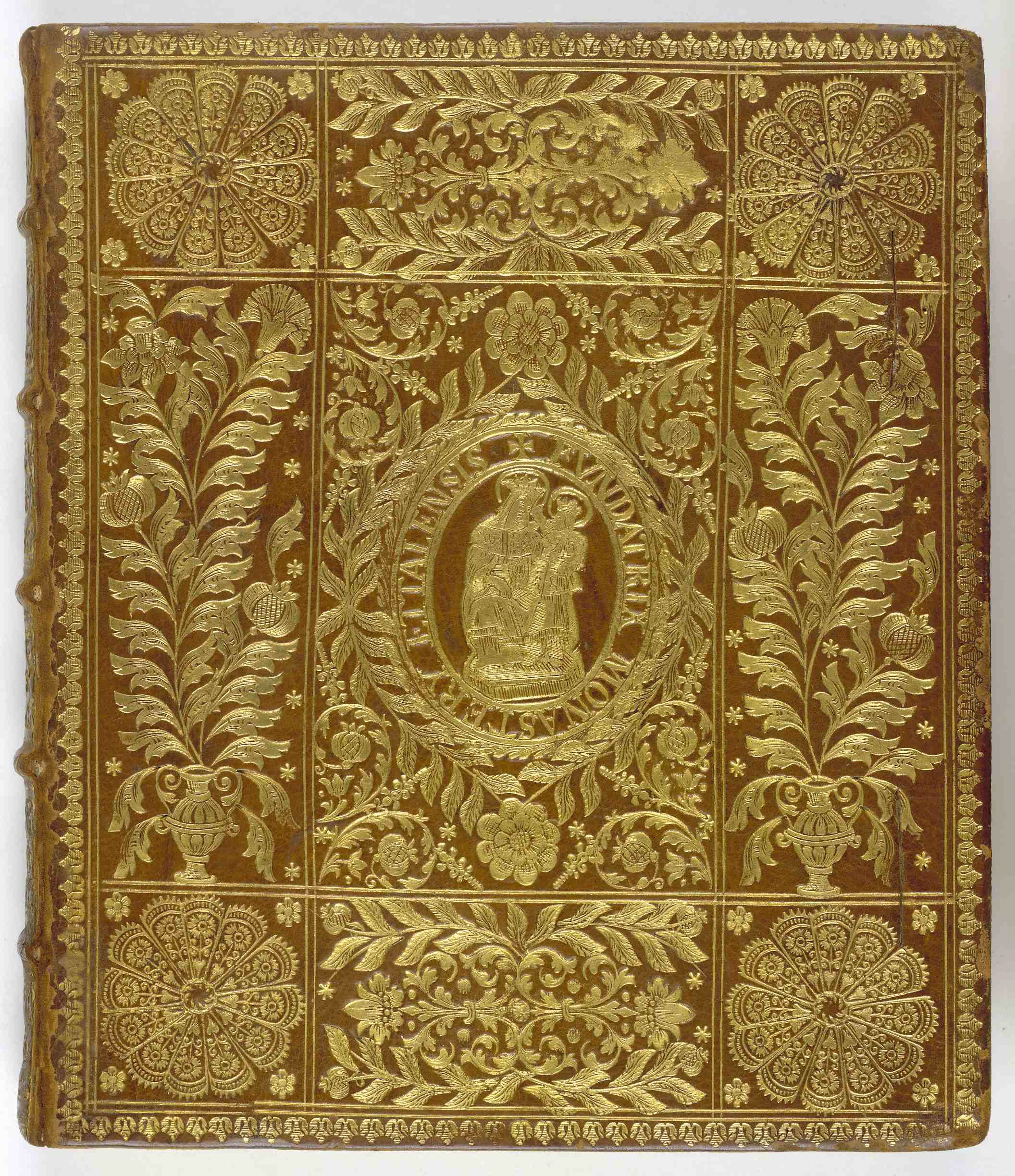
"Історія Августів" - збірка біографій римських імператорів. (Historia Augusta)

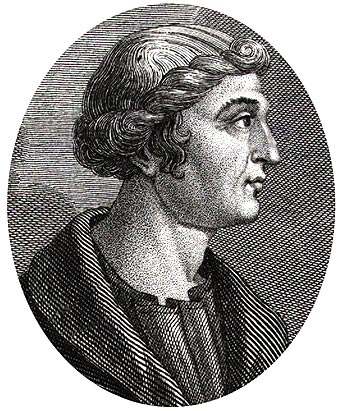
Діон Кассій. Автор збірки "Римських історій"

Авідій Кассій почав свою блискучу військову кар'єру під час правління Антоніна Пія, але датування не дуже добре відомі. Також відомо, що він хотів відібрати владу імператора у Пія, але завдяки своєму батьку, який був дуже поважною особою, тиранія Кассія залишилась непоміченою. Окрім цього, вважається, що він став легатом одного з легіонів, дислокованих у Нижній Мезії, який охороняв від сарматів в останні роки правління Пія. Також джерела описують те, що він був консулом між 161-163 роками.
Кассій швидко став відомим близько 164 року, за часів співімператорів Луція Вера та Марка Аврелія. Під час парфянської війни Луція Вера, служачи легатом легіонів або командиром III Галльської легіону, він зміг розгромити Вологеза IV та захопив і розграбував Селевкію на Тигрі та у 165р. Ктезифон, який вважався парфянською столицею. Окрім цього, після захоплення Ктезифона, Кассій спалив палац Вологеза IV.
Його легіон у ту пору дуже сильно потребував припасів, до цього ж згодом його стали звинувачувати в тому, що він зі своєю армією повернув епідемію антонінської чуми. 
У 166 Авідій Кассій отримав місце в уряді Сирії, його призначили імператорським легатом, а коли він перебував за межами Риму, то займав посаду консула-суффекта. Вважається, що успіх Кассія був певною мірою заслугою Луція Вера, який не зважаючи на те, що був і сам чудовим полководцем, не боявся віддавати важкі військові операції більш компетентним генералам.
На думку науковців, які спираються на античні джерела, з 169р.  він зміг отримати ширше командування над римським Сходом, але точні межі зазначити не можливо.
У 170р. Кассій отримав надзвичайний титул "Rector Orientis", який давав йому владу над усією східною частиною імперії.
З 172р. був намісником в Азії, в цьому ж році він придушив повстання буколів, пастухів з дельти Нілу, які загрожували Олександрії, важливо зауважити, що титул "Rector Orientis" дуже сильно допоміг йому у цій боротьбі. Він зміг придушити це повстання в 175р., використавши стратегію розділення різних повсталих племен, а потім їх завоювання.
Окрім цього з джерел відомо що Кассія багато хто поважав, наприклад Квадрат, який зазначив його в своїй праці:
|                    | Це була людина видатна, необхідна для держави, яку високо ставив сам Марк |
| — Historia Augusta |                                                                           |

## Короткий період узурпаторства
Існувало кілька версій, які пояснювали причини та бажання Кассія прийти до влади:
- За першою версією надіслали звістку про те, що Марк Аврелій хворий і скоро помре. Кассій Діон та "Історії Августів" стверджують, що саме дружина Марка Аврелія, Фаустіна, надіслала цю звістку із-за страху того, що вона не зможе захистити своїх малолітніх дітей, коли будь-який амбітний чоловік займе престол імператора після смерті Аврелія і захоче їх вбити, щоб вони не стояли у нього на шляху. Тобто в цій версії Кассій вирішив стати імператором не з особистих амбіцій, а тому що хотів допомогти Фаустіні, оскільки Коммод був занадто молодий, щоб царювати.[10]

- За другою версією Кассій захотів отримати прихильність воїнів та провінціалів Аврелія, тому вирішив використати свою хитрість і заявити про смерть імператора.[11]

Точної версії, на жаль, не існує, але більшість довіряє першому варіанту.
Таким чином у 175р. Кассій був проголошений імператором ІІІ Галльським легіоном, але ні Каппадокія, ні Віфінія не прийняли його. Також важливим є те, що він отримав широку підтримку в східних провінціях: Єгипту, Сирії, Палестини та Аравії Петреї. Кассій контролював життєво важливе виробництво зерна в Єгипті та командував сімома легіонами, при цьому вважається що він значно перевершував Аврелія. У результаті, Кассій почав збирати повстання проти Марка Аврелія.
Багато вельмож по всій імперії виступили проти повстання, одним із прикладів є Ірод Аттик, який, як відомо, надіслав Кассію листа, що містив лише слово emanes, дослівно "Ти збожеволів".
Сам Марк Аврелій спочатку вирішив нічого не заявляти про цю узурпацію і тримати її в таємниці, але коли про неї все ж таки дізналась громадськість і почались заворушення, вирішив звернутися до всіх із знаменитим "adlocutio" або ж роз'ясненням.
За словами Кассія Діона, одужавши, імператор сам заявив що не хоче бачити кровопролиття серед римлян і що сам би з радістю віддав би імперію Кассію, але тільки за умови якщо його обере армія та сенат Риму. Окрім цього Аврелій намагався заспокоїти сенат і написав їм:
|                   | Я жодним чином ніколи не ображав Касія, окрім того, що назвав його невдячним. Кассій також не говорив і не писав нічого образливого мені. |
| — Римська історія | |

Аврелій хотів, щоб Кассій не покінчив життя самогубством або не був убитий, бо він хотів примиритися з ним, пробачити його і тим самим показати приклад свого великого милосердя, але при цьому і сам збирав повстання проти Кассія.

## Смерть Кассія
Через три місяці "правління" Кассія, його оголосили "hostis pulicus", іншими словами ворогом римської держави і народу, але потрібно зазначити факт того що Марк Аврелій дуже шкодував, що йому довелося вжити таких сурових заходів проти такого здібного і суворого генерала, який не раз приносив йому користь, через це він публічно заявляв що є імовірність того, що Кассія буде все ж таки помилувано. 
На жаль, солдати Кассія дуже злякались прибуття Аврелія, тому що подумали що їх покарають, як бунтівників, тому вирішили негайно вбити свого генерала. Ймовірно, Кассій був убитий до кінця липня 175 року, оскільки 28 липня 175 року Єгипет вирішив знову визнати Аврелія. Солдати не знали про побожливий характер імператора і вирішили піднести йому голову Кассія, щоб він засвідчив страту, але той не захотів бачити ні голову, ні тих хто стратив Кассія, натомість він наказав їх забрати, а самого Кассія поховати з усіма почестями. 
Коли Марк Аврелій дізнався про смерть Кассія, він дуже засмутився:
|                    | У мене відібрали можливість помилування: адже милосердя перш за все надає римському імператору престиж в очах народу. Однак я пощаджу його дітей, зятя і дружину. |
| — Historia Augusta | |

У результаті Аврелій не зовсім дотримався свого слова і тільки дочка Кассія, Авідія Александрія, змогла з її чоловіком отримати захист "дядька по шлюбу". 
Кассій повстав за три місяці і шість днів до своєї загибелі , за цей час не було викарбувано жодної монети з його зображенням.

## Особисте життя
Вважається, що Кассій був одружений з Волузією Веттією, яка пережила свого чоловіка, і мав трьох дітей у цьому шлюбі:
- Авідій Геліодор - перший син Кассія, був вигнаний за наказом імператора.[21]

- Авідій Меценат - другий син Кассія, якого було вбито після придушення повстання.[21]

- Авідія Александрія - дочка Касія, яка була змушена жити під захистом дядька разом зі своїм чоловіком.[21]